# シボレー・ノヴァ
シボレー・ノヴァ（Nova ）またの名をシボレー・シェビーII　は、1962年から1979年、および1985年から1988年モデルイヤーで5世代にわたってGMで生産し、シボレーブランドで販売されていた小型乗用車である。

## 概要
1961年にシボレーのコンパクトカーとしてデビューする。当時ヒットしていたコンパクトカーであるフォード・モーターのファルコンに対抗して企画された。当初はコルベットと同じV8エンジンを搭載していたことや、ハイパフォーマンススポーツの「SS」(Super Sportsの略)などが設定されていたおかげでヒットを飛ばすが、シボレー・カマロなどとの競合や度重なるオイルショックの影響によって徐々に販売を落としてゆき、1979年まで製造された後、一旦はシリーズを終了する。
その6年後の1985年にノヴァは復活する。しかし以前のモデルとは繋がりの無いトヨタ・スプリンター（E80）ベースとなり、シボレー内最廉価のサブコンパクトとなった。しかし一代限りでノヴァは「ジオ・プリズム」へ代替された。
なお本車はデビュー当初から1968年までは「シェビーII」を名乗っており、「ノヴァ」は2代目までシェビーIIのグレード名のひとつに過ぎなかった。
Novaはスペイン語では「動かない」を意味する。そのため、スペイン語圏での売れ行きは思わしくなかったといわれている。これはマーケティングの教科書などにも出てくるほどの有名な話であるが、都市伝説に過ぎないと言われている。

## 初代（1961年-1965年）
1961年に「シェビーII」としてデビュー。シボレーのコンパクトカーとして誕生した。
スペシャルティー要素の強かったシボレー・コルヴェアに対してのコンベンショナルシリーズとして企画された。開発にはフォード・ファルコンのヒットも大きく影響しているといわれ、実際GM内ではシェビーIIのベンチマークモデルとしてファルコンが使用され続けていた。
コルヴェアではリアエンジン・リアドライブのレイアウトを採用していたが、ファルコンの影響を色濃く受けたシェビーIIはFRレイアウトを採用。
ボディスタイルはクーペ、セダン、ハードトップ、ワゴン、コンバーチブルが、グレード展開は最もベーシックな「100」、上級モデルの「300」、最上位グレードで直6専用モデルの「400ノヴァ」がそれぞれにラインナップされた。
オプションの範囲が限られていた100/300に対して、400ノヴァは多くのボディタイプやV8エンジンが選択できるなど、差別化が図られた。
1962年にはディーラーオプションでシボレー・コルベットに設定されていた「327キュービックインチ スモールブロック V8」を搭載するモデルが設定され、1964年にはノヴァシリーズに「SS」（スーパースポーツ）が追加された。「SS」は通常モデルのノヴァと比べ専用設計品が多数投入されたものであった。
コンパクトなボディにV8エンジンの組み合わせはサンデーレーサー等に受け、シェビーIIはヒットを飛ばした。
アルゼンチンではシボレー・400として販売された

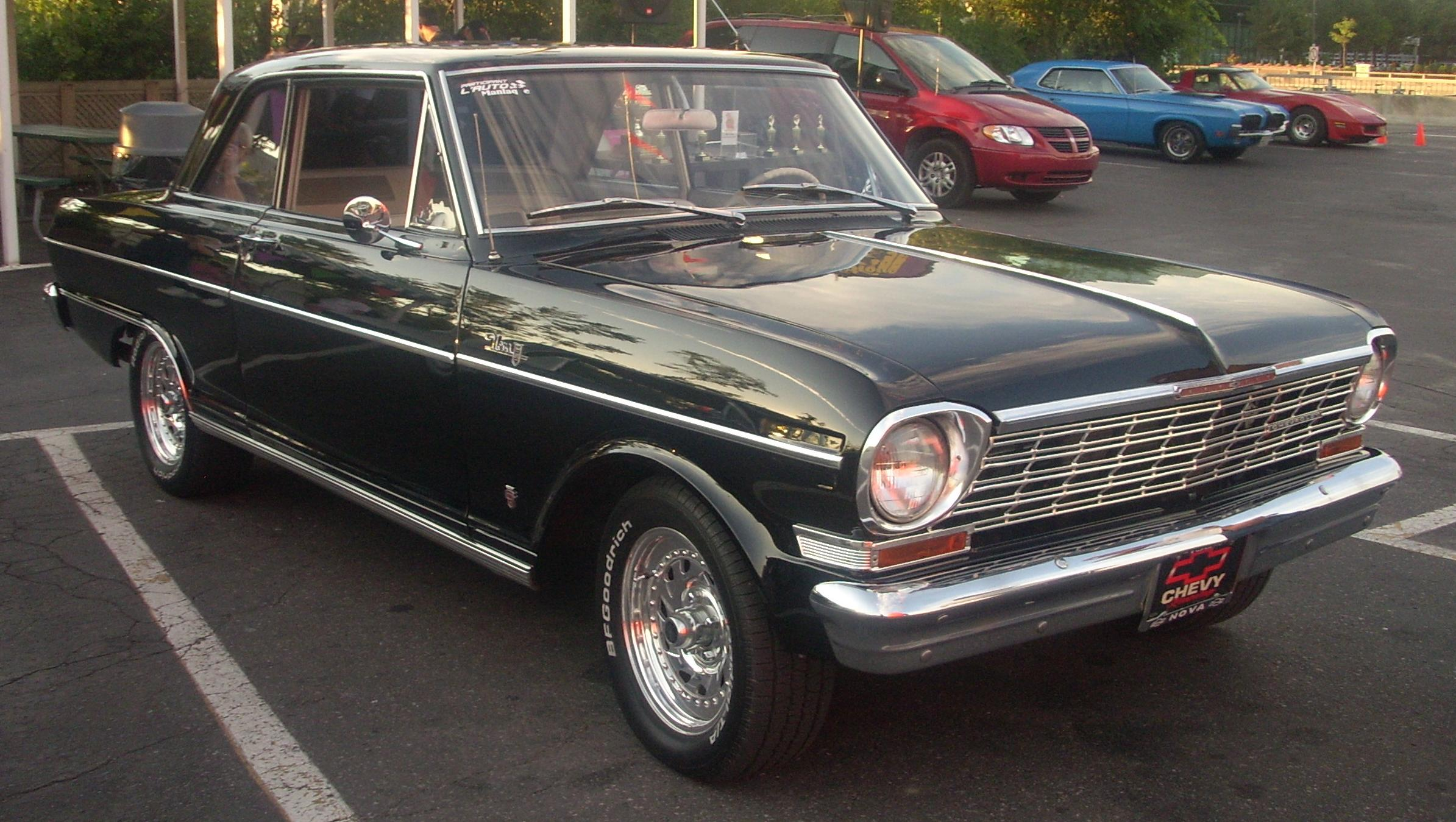
クーペ
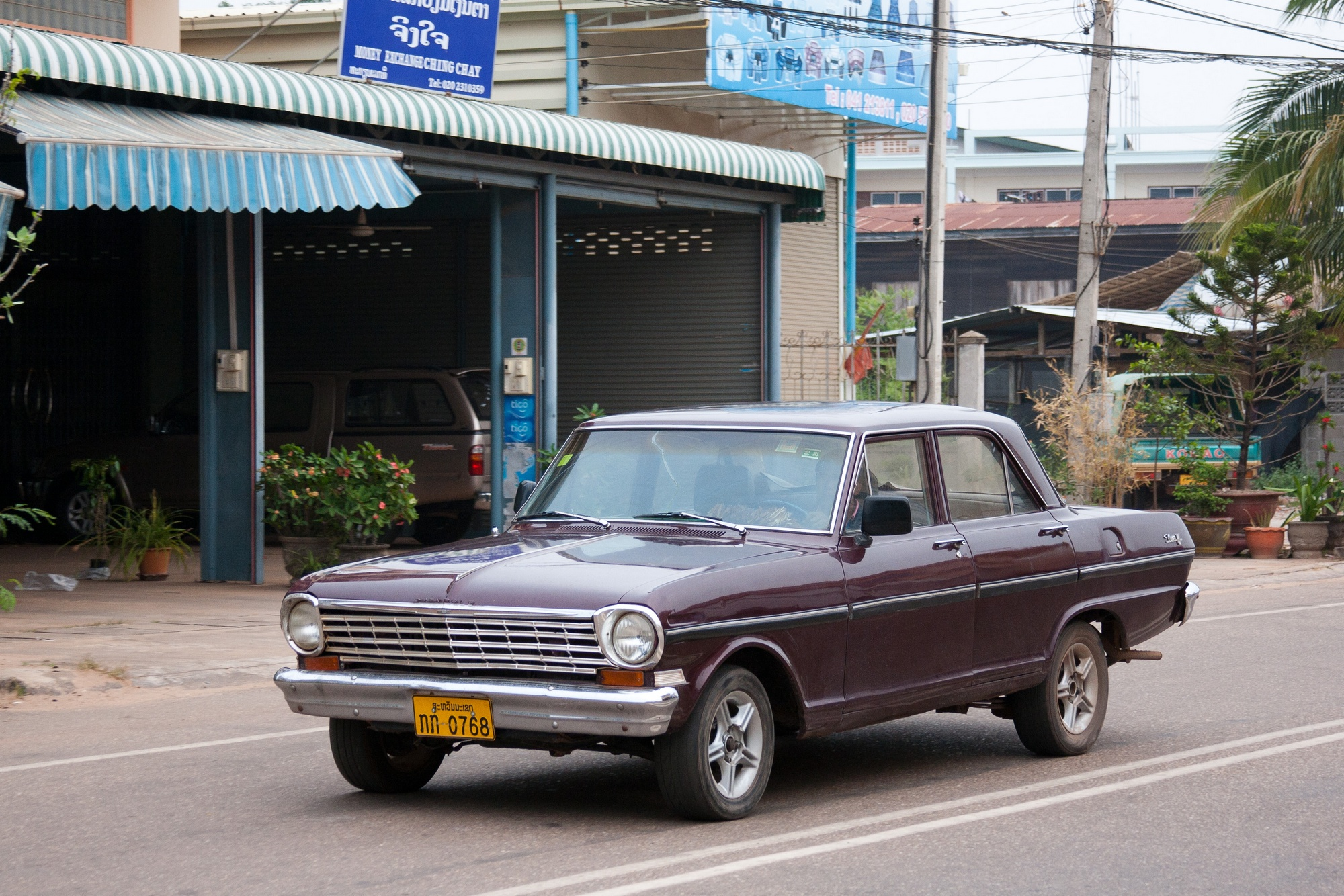
セダン
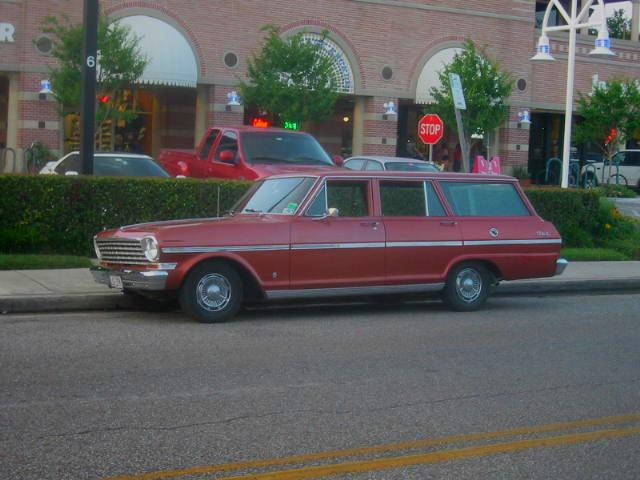
ステーションワゴン
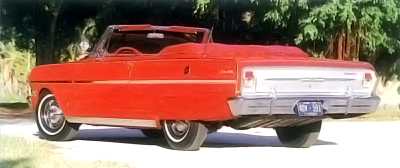
SSコンバーチブル

## 2代目（1966年-1967年）
1966年にシェビーIIは2代目へとモデルチェンジする。基本的なコンポーネントは先代モデルから受けつがれており、主な変更点は外装のフェイスリフトとエンジン出力の向上となっている。なお、その中でもクーペの外装は1964年にGMが発表したコンセプトカー「スーパーノヴァ・コンセプト」に基づいたファストバックテイストのものとなっている。
ラインナップは先代同様のボディに対し、「シェビーII 100」と「シェビーIIノヴァ400」が設定されていた。
ただしコンバーチブルはカタログ落ちしている。またV8モデルが標準ラインナップとして設定された。
また先代モデル同様にハイパフォーマンススポーツモデルの「SS」がラインナップされた。SSは通常モデルのノヴァに対して多くの専用部品が奢られ、アルミニウムデッキカバーなどの外装が差別化された。またボディには「シェビーII」のネームが入らず、代わりに「NovaSS」のバッジがつけられた。
1967年にマイナーチェンジ。法令変更に従ってパーツが見直され、衝撃吸収ステアリングや軟性樹脂の内装パーツを用いるなどの変更を受け、従来よりも安全性を高めた。
1967年にポニーカーであるシボレー・カマロが発売されると、顧客の一部はカマロへ流れていくようになっていった。
「SS」のバッティングはあったものの、通常のNovaの廉価版直6モデルが売れていたおかげで、2代目モデルも総じて販売成績は安定していた。

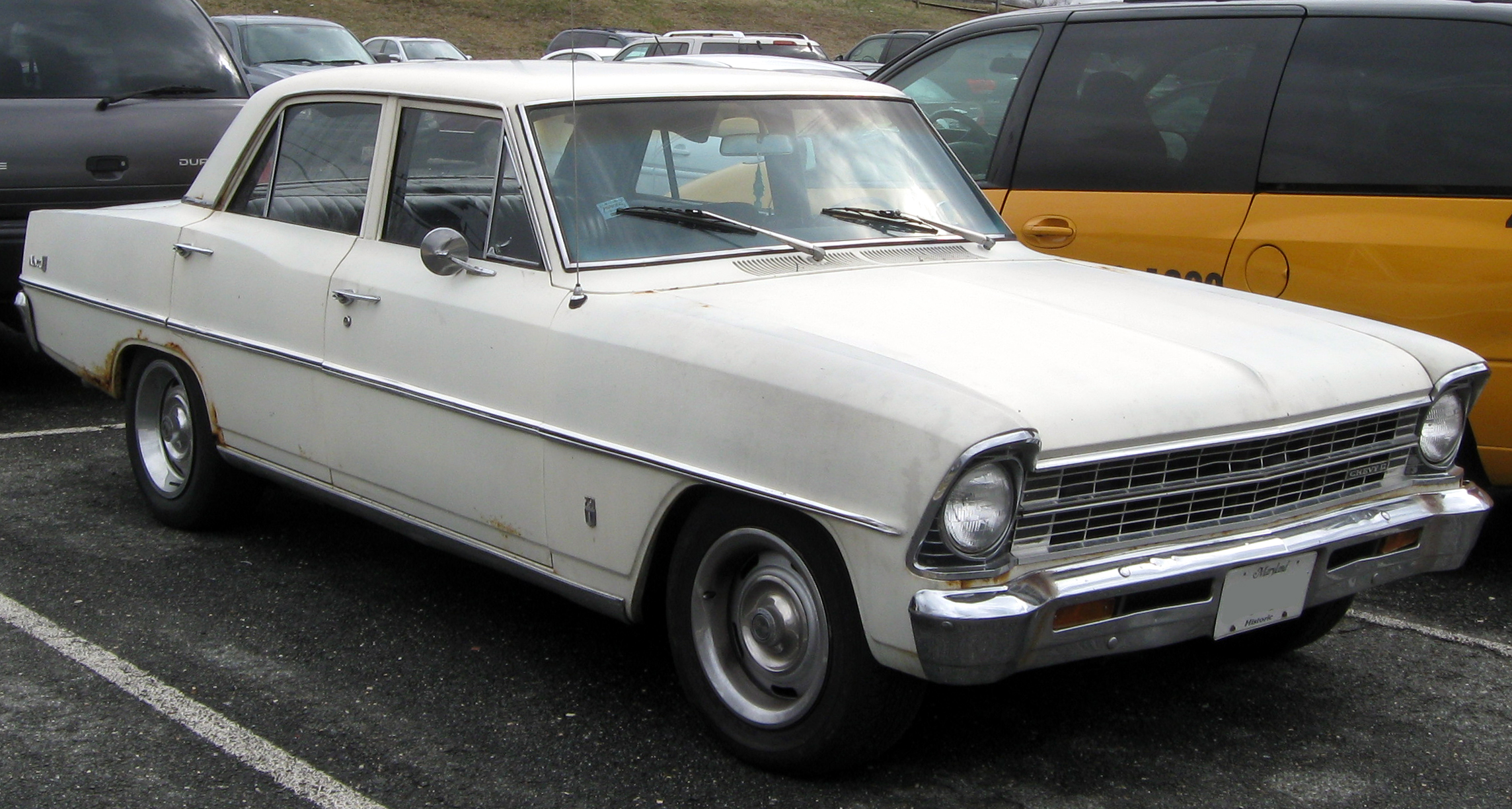
セダン

## 3代目（1968年-1974年）
1968年にモデルチェンジされ3代目へと移行する。
モデルチェンジした際に段階的に「シェビーII」の名前が消滅していき、1969年には従来サブネームであった「ノヴァ」へと名前が統一された。
また従来設定されていた2ドアハードトップと5ドアセダンはラインナップ縮小によりカタログ落ちしている。
本車としては初めて大規模なモデルチェンジが行われた。シェベルよりも短かったホイールベースを見直し、Xプラットフォームを採用したことで110インチから111インチへと延長している。また従来モデルから足回りが見直され、カマロと同様のフロントサスペンションをサブフレームに接合する機構を採用した。
エンジンもスモールブロックV8を中心に、直4、直6とさまざまなタイプのエンジンが設定され、オプションで「M-20」4速マニュアルを中心とした様々なミッションを組み合わせることができた。
また販売施策のてこ入れとして1971年にはラリーキットを組み込んだ「ラリー・スポーツ」が販売された。
先代から引き続き本モデルにも「SS」が設定された。ディスクブレーキやM-21/22ミッション、375馬力を発生する396Ci V8エンジンなど、その内容はよりポニーカーとして過激なものとなっていた。しかし既に当時は主な購買層だったサンデーレーサーのユーザーの多くをカマロに奪われており、売り上げは芳しいものではなかった。
ベーシックな直6モデルが先代同様に安定して売れていたが、それも70年代前半までで、1974年にオイルショックが始まると、高出力エンジンを採用していたがゆえに燃費に劣っていたノヴァの売り上げは、極端に落ち込んでいった。
1971年にポンティアック・ヴェンチュラ、1973年からはビュイック・アポロ、オールズモビル・オメガもラインナップに追加。
アルゼンチンではChevrolet Chevy Malibuの名で販売した。

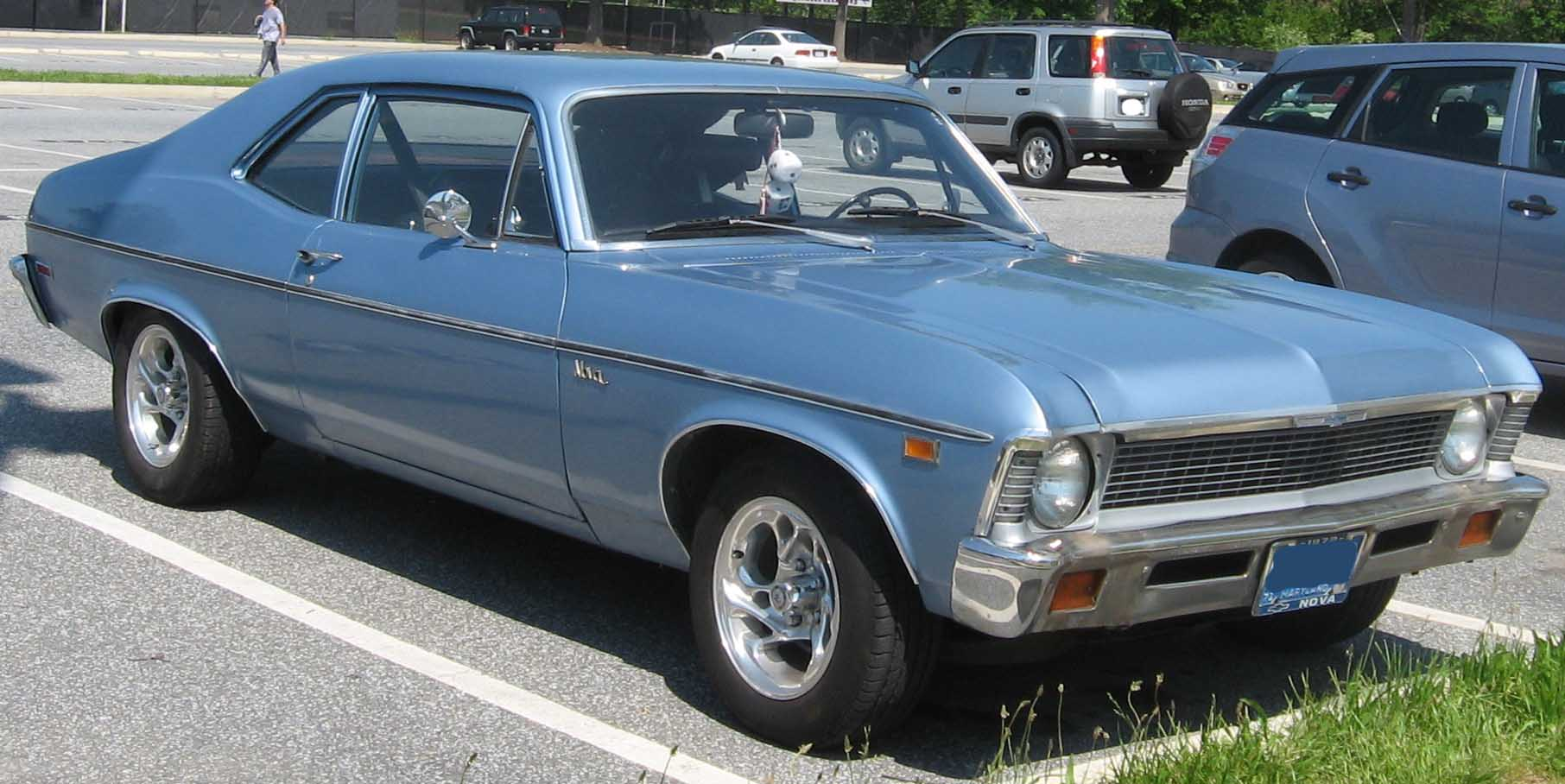
クーペ
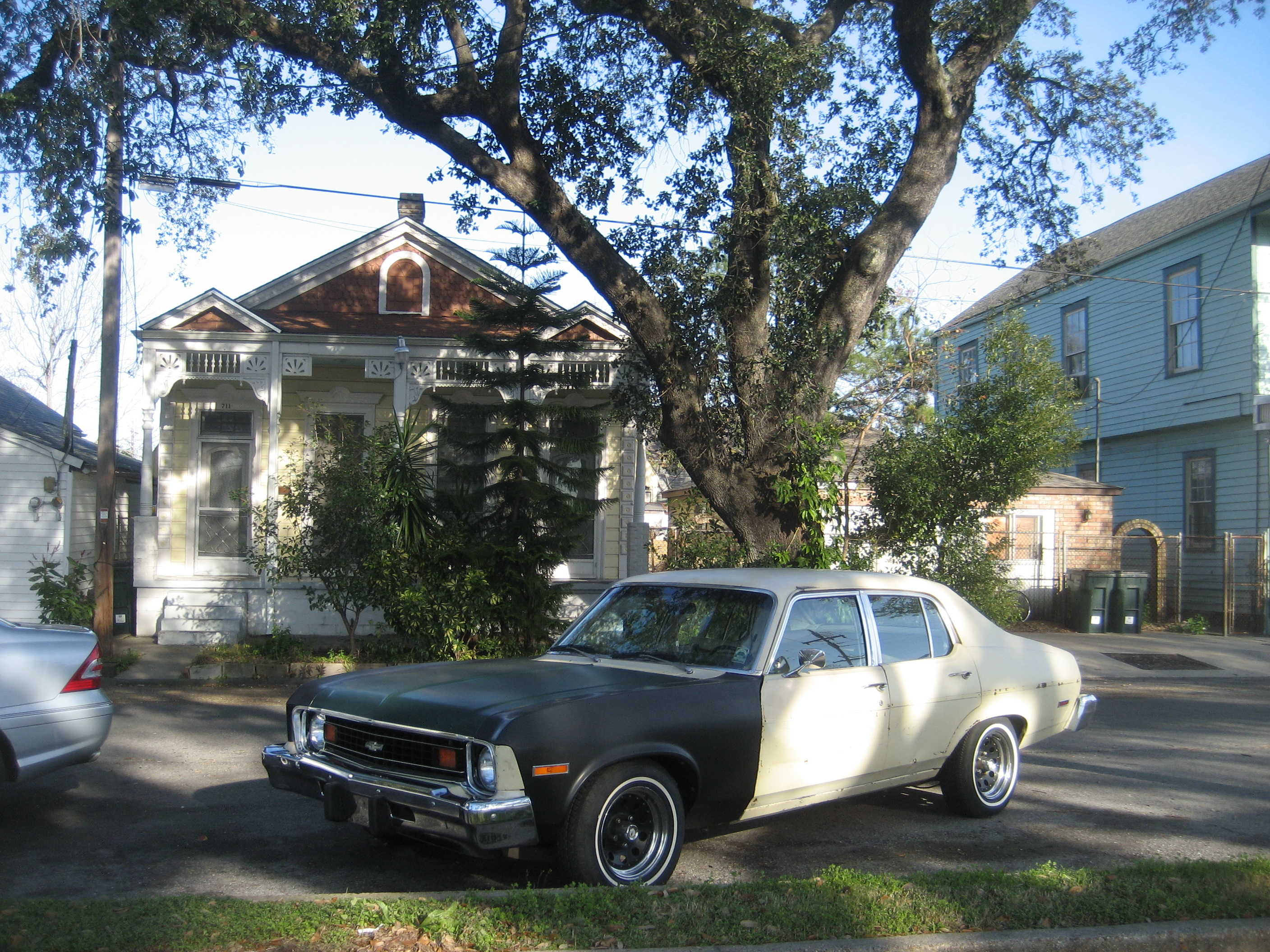
セダン

## 4代目（1975年-1979年）
ノヴァは1975年に4代目へとモデルチェンジする。ボディ展開は従来モデルから引き継いでいる。
シャーシは従来のXプラットフォームのままで、ホイールベースも111インチのまま据え置きとされた。
ノヴァはGM車の中でも特にオイルショックの影響を非常に強く受け、先代モデルは末期において極度の販売不振を迎えていた。
その結果、4代目へのモデルチェンジの際にはターゲット層を変更し、従来のスポーツモデルとしてのキャラクターを完全に捨て去り、高級志向へとコンセプトをシフトしていった。ボディラインは従来とはうって変わってモダンなヨーロッパ車のラインを意識してデザインされており、実際の宣伝文句にもそのように謳われた。
特に顕著だったのが「コンクール」というグレードで、クラシカルな雰囲気を取り入れるためにグリルのデザインが縦格子状に変更され、茶または黒基調のシックな塗装にボンネットマスコット、メッキフェンダーモールを採用するなど、従来のノヴァのイメージからおよそ想像が付かない外観へと変化した。
足回りは前モデルに続きサブフレームに接合するタイプを採用している。これはカマロと同等の足回りでもある。
しかしサスペンション自体はコストと開発期間の関係から前モデルのベーシックグレードからそのまま引き継いでおり、1975年当時では旧然としたものであった。
なお、コンセプトを変更したものの先代からの乗換え需要に対応するため4代目にもSSがラインナップされていた。
しかしミッションは前モデルで評価されたM-21/22マニュアルミッションのほかTHMオートマチックが選択できたが、エンジンが350Ci V8ではあるものの、燃費性能を向上させるため165馬力へと出力を大きく落とされ、往年のパフォーマンスは失われていた。
こうして路線を変更したノヴァであったが、その混迷振りから市場では評価されず販売は低迷した。
事態を打開するために1978年には規格ライトやパネルデザインを一部変更して近代化を図ったが販売の減少に歯止めがかからず、ノヴァは1979年まで製造に生産を終了した。
不名誉なことにモデル末期のノヴァは、当時販売不振に陥ったシボレーモデルの象徴となってしまった。

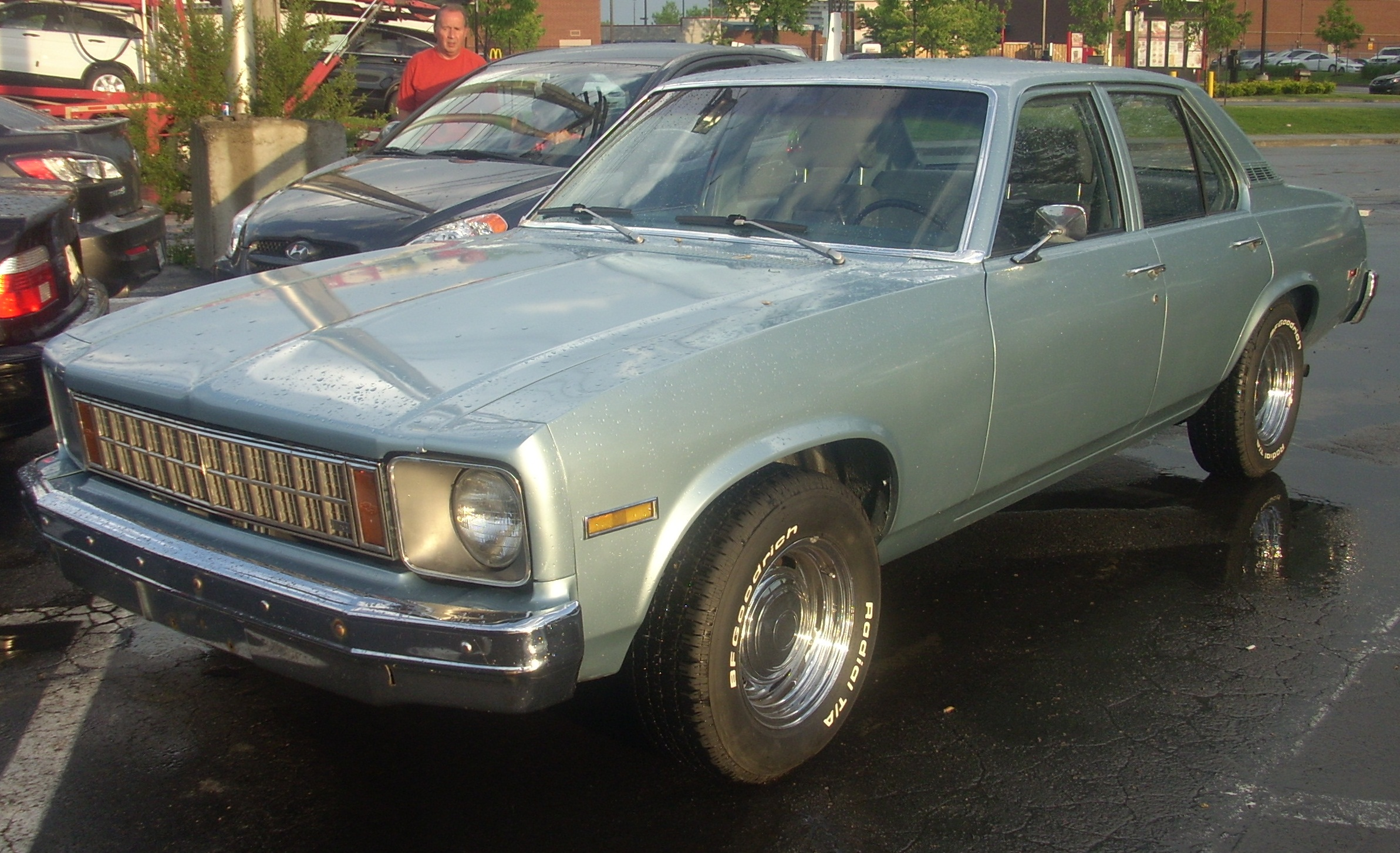
セダン

## 5代目（AE82L型・1985年-1988年）
4代目の販売終了からしばらく途絶えていたノヴァのネーミングは、突如として1985年にシボレーのラインナップに復活する。しかしそれは往年のポニーカーの復活ではなく、当時発生していた日米貿易摩擦による政治判断とGMの小型車強化戦略により、トヨタ自動車との合弁企業であるNUMMIで生産される北米向けのトヨタ・カローラ（日本名：トヨタ・スプリンター）のOEMモデルにあてがわれることとなり、従来よりもさらにコンパクトなサイズとなった。
またこのCMにはNUMMIの件や｢ノヴァとカローラは同じ（でもノヴァの方がお買い得）｣と言ったネタを売り文句としたり円高を背景に（アメリカから見た）輸入車（つまり日本車）に対抗したりと言った回が存在する。
なお、本モデルにもスポーツグレードの位置づけである「SS」は設定されてはいたものの、その内容はトヨタの4A-GELUを搭載した軽快な高回転型モデルであり（GM初のDOHC搭載車）、往年の大トルクを過激に発生させるようなキャラクターではなかった。
そのためノヴァは往年のポニーカーユーザーには見向きもされなかったものの、その素性のよさから一般層を中心に堅実に販売を伸ばした。しかし当初より新型車導入までのつなぎ的な役割でしかなかったため、結局本車の製造期間も3年足らずで終了した。
これにより本モデルを持って、ノヴァの名前はGMのラインナップから消えた。

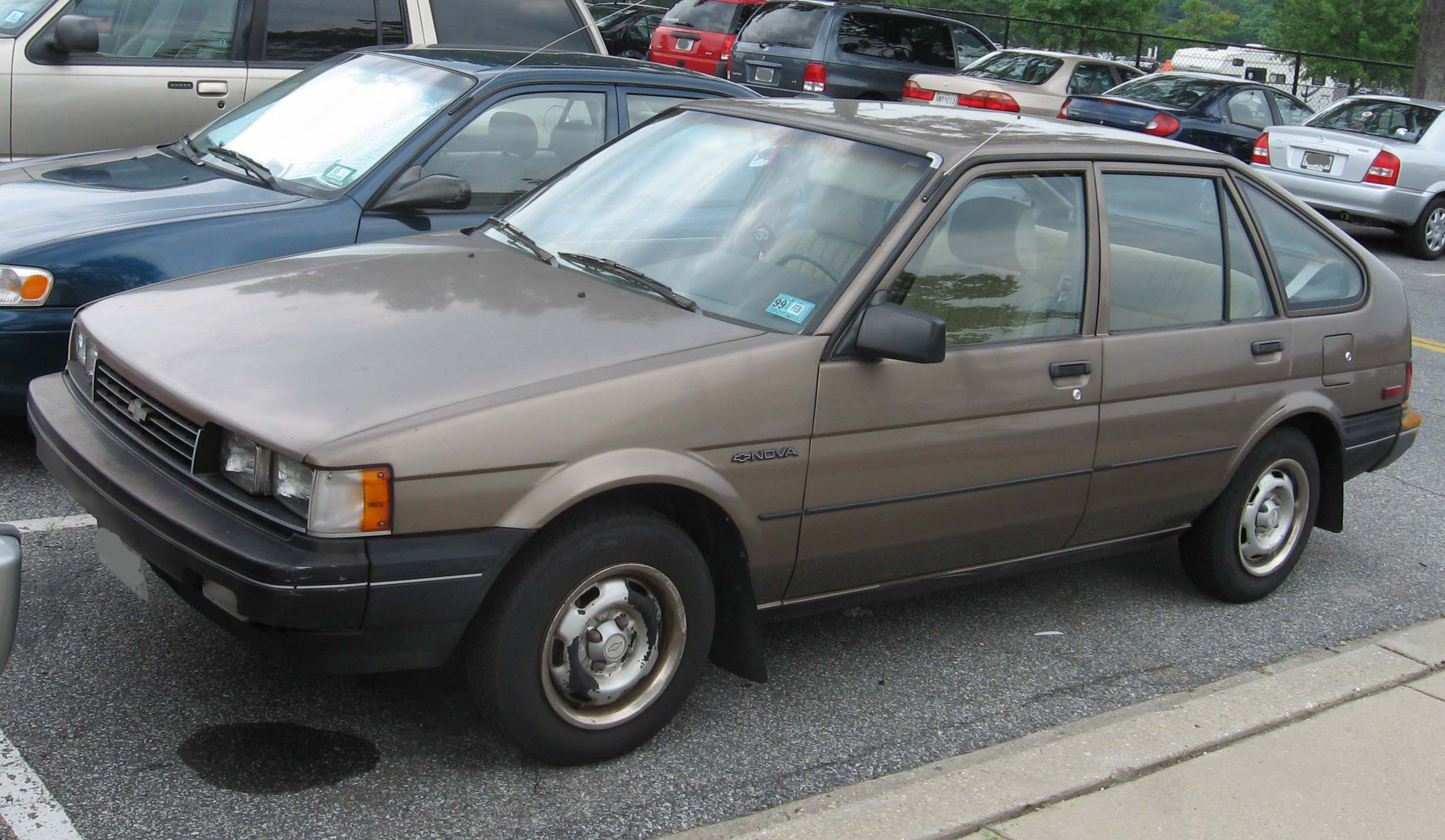
ハッチバック